# Skiros (gmina)
Skiros (gr. Δήμος Σκύρου, Dimos Skiru) – gmina w Grecji, w administracji zdecentralizowanej Tesalia-Grecja Środkowa, w regionie Grecja Środkowa, w jednostce regionalnej Eubea. Siedzibą gminy jest Skiros. W 2011 roku liczyła 2994 mieszkańców.  W jej skład wchodzi między innymi wyspa Skiros.